# کارل گیسر
کارل گیسر (آلمانی: Karl Giesser; ۲۹ اکتبر ۱۹۲۸ – ۱۵ ژانویهٔ ۲۰۱۰ (۸۱ سال)) بازیکن فوتبال اهل اتریش بود.
از باشگاه‌هایی که در آن بازی کرده‌است می‌توان به باشگاه فوتبال راپید وین اشاره کرد.
وی همچنین در تیم ملی فوتبال اتریش بازی کرده‌است.